# Teluk (Pemayung)
Teluk is een bestuurslaag in het regentschap Batang Hari van de provincie Jambi, Indonesië. Teluk telt 2731 inwoners (volkstelling 2010).